# Großer Preis von Südafrika 1979
Der Große Preis von Südafrika 1979 (offiziell XXV Simba Grand Prix of South Africa) fand am 3. März auf dem Kyalami Grand Prix Circuit in Midrand statt und war das dritte Rennen der Automobil-Weltmeisterschaft 1979.

## Berichte

### Hintergrund
In der Dominanz des Ligier-Teams bei den ersten beiden Saisonrennen sahen mehrere Konkurrenten die Veranlassung, die Weiterentwicklung ihrer eigenen Wing Cars schneller voranzutreiben. So brachte die Scuderia Ferrari den 312T4 zum Rennen in Südafrika erstmals an den Start, Ensign Racing trat mit dem N179 an und Fittipaldi Automotive mit dem F6.
Im Fahrerfeld gab es keine Veränderungen im Vergleich zum Großen Preis von Brasilien, der rund einen Monat zuvor stattgefunden hatte.

### Training
Das Training endete mit dem überraschenden Ergebnis, dass Jean-Pierre Jabouille im Renault RS01 die Pole-Position vor den beiden neuen Ferrari von Jody Scheckter und Gilles Villeneuve erreichte. Niki Lauda qualifizierte sich für den vierten Startplatz. Die beiden Ligier-Piloten Patrick Depailler und Jacques Laffite, die in umgekehrter Reihenfolge die erste Startreihe bei den beiden vorangegangenen Grand Prix gebildet hatten, belegten diesmal die dritte Reihe.

### Rennen
Bei regnerischen Bedingungen am Renntag behielt Jabouille zunächst die Führung vor Scheckter und Villeneuve. Kurz nachdem Villeneuve sich in der zweiten Runde an beiden vorbei an die Spitze gekämpft hatte, wurde das Rennen aufgrund eines Wolkenbruchs unterbrochen.
Beim Neustart herrschte weiterhin unbeständiges Wetter. Dennoch entschieden sich einige Piloten, auf Slicks ins Rennen zu gehen. Villeneuve, der zum Zeitpunkt des Abbruchs vorn gelegen hatte, startete von der Pole-Position und konnte sich während der ersten Umläufe einen Vorsprung erarbeiten. Als die Strecke jedoch abzutrocknen begann, hatten diejenigen Fahrer einen Vorteil, die die Trockenreifen gewählt hatten.
In der 15. Runde steuerte Villeneuve die Boxen an, um seine Reifen wechseln zu lassen. Sein Teamkollege Scheckter übernahm dadurch die Führung. Villeneuve verlor durch den Boxenstopp allerdings lediglich eine Position. Er blieb vor Patrick Tambay und Nelson Piquet.
Begünstigt durch Motorprobleme an Piquets Wagen gelangten Jean-Pierre Jarier und Mario Andretti an diesem sowie an Tambay vorbei auf die Plätze drei und vier. Jabouille nahm den fünften Rang ein, fiel jedoch kurz darauf zum wiederholten Mal aufgrund eines Schadens am Renault-Turbomotor aus. Da sich zudem Laffite aufgrund eines Reifenschadens ins Aus gedreht hatte, konnte Carlos Reutemann den fünften Rang vor Piquet einnehmen.
In der 52. Runde ließ Scheckter an der Box seine Reifen wechseln, wodurch Villeneuve wieder die Führung übernahm. Bis zum Ende des Rennens konnte der Südafrikaner den Vorsprung des Kanadiers noch auf rund dreieinhalb Sekunden verkürzen. Einen Heimsieg, wie er ihm 1975 gelungen war, konnte er jedoch nicht wiederholen. Jarier wurde Dritter vor Andretti, Reutemann und Lauda.

## Meldeliste
| Team                          | Nr. | Fahrer                | Chassis       | Motor                    | Reifen |
| ----------------------------- | --- | --------------------- | ------------- | ------------------------ | ------ |
| Martini Racing Team Lotus     | 01  | Mario Andretti        | Lotus 79      | Ford Cosworth DFV 3.0 V8 | G      |
| Martini Racing Team Lotus     | 02  | Carlos Reutemann      | Lotus 79      | Ford Cosworth DFV 3.0 V8 | G      |
| Team Tyrrell                  | 03  | Didier Pironi         | Tyrrell 009   | Ford Cosworth DFV 3.0 V8 | G      |
| Team Tyrrell                  | 04  | Jean-Pierre Jarier    | Tyrrell 009   | Ford Cosworth DFV 3.0 V8 | G      |
| Parmalat Racing Team          | 05  | Niki Lauda            | Brabham BT48  | Alfa Romeo 1260 3.0 V12  | G      |
| Parmalat Racing Team          | 06  | Nelson Piquet         | Brabham BT48  | Alfa Romeo 1260 3.0 V12  | G      |
| Marlboro Team McLaren         | 07  | John Watson           | McLaren M28   | Ford Cosworth DFV 3.0 V8 | G      |
| Marlboro Team McLaren         | 08  | Patrick Tambay        | McLaren M28   | Ford Cosworth DFV 3.0 V8 | G      |
| ATS Wheels                    | 09  | Hans-Joachim Stuck    | ATS D2        | Ford Cosworth DFV 3.0 V8 | G      |
| Scuderia Ferrari SpA SEFAC    | 11  | Jody Scheckter        | Ferrari 312T4 | Ferrari 015 3.0 F12      | M      |
| Scuderia Ferrari SpA SEFAC    | 12  | Gilles Villeneuve     | Ferrari 312T4 | Ferrari 015 3.0 F12      | M      |
| Fittipaldi Automotive         | 14  | Emerson Fittipaldi    | Fittipaldi F6 | Ford Cosworth DFV 3.0 V8 | G      |
| Équipe Renault Elf            | 15  | Jean-Pierre Jabouille | Renault RS01  | Renault EF1 1.5 V6t      | M      |
| Équipe Renault Elf            | 16  | René Arnoux           | Renault RS01  | Renault EF1 1.5 V6t      | M      |
| Samson Shadow Racing Team     | 17  | Jan Lammers           | Shadow DN9    | Ford Cosworth DFV 3.0 V8 | G      |
| Interscope Shadow Racing Team | 18  | Elio de Angelis       | Shadow DN9    | Ford Cosworth DFV 3.0 V8 | G      |
| Olympus Cameras Wolf Racing   | 20  | James Hunt            | Wolf WR7      | Ford Cosworth DFV 3.0 V8 | G      |
| Team Ensign                   | 22  | Derek Daly            | Ensign N179   | Ford Cosworth DFV 3.0 V8 | G      |
| Team Merzario                 | 24  | Arturo Merzario       | Merzario A1B  | Ford Cosworth DFV 3.0 V8 | G      |
| Ligier Gitanes                | 25  | Patrick Depailler     | Ligier JS11   | Ford Cosworth DFV 3.0 V8 | G      |
| Ligier Gitanes                | 26  | Jacques Laffite       | Ligier JS11   | Ford Cosworth DFV 3.0 V8 | G      |
| Albilad-Saudia Racing Team    | 27  | Alan Jones            | Williams FW06 | Ford Cosworth DFV 3.0 V8 | G      |
| Albilad-Saudia Racing Team    | 28  | Clay Regazzoni        | Williams FW06 | Ford Cosworth DFV 3.0 V8 | G      |
| Warsteiner Arrows Racing Team | 29  | Riccardo Patrese      | Arrows A1B    | Ford Cosworth DFV 3.0 V8 | G      |
| Warsteiner Arrows Racing Team | 30  | Jochen Mass           | Arrows A1B    | Ford Cosworth DFV 3.0 V8 | G      |
| Team Rebaque                  | 31  | Héctor Rebaque        | Lotus 79      | Ford Cosworth DFV 3.0 V8 | G      |

## Klassifikationen

### Startaufstellung
| Pos. | Fahrer                | Konstrukteur       | Zeit    | Ø-Geschwindigkeit | Start |
| ---- | --------------------- | ------------------ | ------- | ----------------- | ----- |
| 01   | Jean-Pierre Jabouille | Renault            | 1:11,80 | 205,772 km/h      | 01    |
| 02   | Jody Scheckter        | Ferrari            | 1:12,04 | 205,086 km/h      | 02    |
| 03   | Gilles Villeneuve     | Ferrari            | 1:12,07 | 205,001 km/h      | 03    |
| 04   | Niki Lauda            | Brabham-Alfa Romeo | 1:12,12 | 204,859 km/h      | 04    |
| 05   | Patrick Depailler     | Ligier-Ford        | 1:12,15 | 204,773 km/h      | 05    |
| 06   | Jacques Laffite       | Ligier-Ford        | 1:12,26 | 204,462 km/h      | 06    |
| 07   | Didier Pironi         | Tyrrell-Ford       | 1:12,33 | 204,264 km/h      | 07    |
| 08   | Mario Andretti        | Lotus-Ford         | 1:12,36 | 204,179 km/h      | 08    |
| 09   | Jean-Pierre Jarier    | Tyrrell-Ford       | 1:12,55 | 203,644 km/h      | 09    |
| 10   | René Arnoux           | Renault            | 1:12,69 | 203,252 km/h      | 10    |
| 11   | Carlos Reutemann      | Lotus-Ford         | 1:12,75 | 203,085 km/h      | 11    |
| 12   | Nelson Piquet         | Brabham-Alfa Romeo | 1:13,07 | 202,195 km/h      | 12    |
| 13   | James Hunt            | Wolf-Ford          | 1:14,21 | 199,089 km/h      | 13    |
| 14   | John Watson           | McLaren-Ford       | 1:14,44 | 198,474 km/h      | 14    |
| 15   | Elio de Angelis       | Shadow-Ford        | 1:14,44 | 198,474 km/h      | 15    |
| 16   | Riccardo Patrese      | Arrows-Ford        | 1:14,54 | 198,208 km/h      | 16    |
| 17   | Patrick Tambay        | McLaren-Ford       | 1:14,58 | 198,101 km/h      | 17    |
| 18   | Emerson Fittipaldi    | Fittipaldi-Ford    | 1:14,61 | 198,022 km/h      | 18    |
| 19   | Alan Jones            | Williams-Ford      | 1:14,64 | 197,942 km/h      | 19    |
| 20   | Jochen Mass           | Arrows-Ford        | 1:15,00 | 196,992 km/h      | 20    |
| 21   | Jan Lammers           | Shadow-Ford        | 1:15,35 | 196,077 km/h      | 21    |
| 22   | Clay Regazzoni        | Williams-Ford      | 1:15,68 | 195,222 km/h      | 22    |
| 23   | Héctor Rebaque        | Lotus-Ford         | 1:16,15 | 194,017 km/h      | 23    |
| 24   | Hans-Joachim Stuck    | ATS-Ford           | 1:16,31 | 193,610 km/h      | 24    |
| DNQ  | Derek Daly            | Ensign-Ford        | 1:16,64 | 192,777 km/h      | –     |
| DNQ  | Arturo Merzario       | Merzario-Ford      | 1:18,14 | 189,076 km/h      | –     |

### Rennen
| Pos. | Fahrer                | Konstrukteur       | Runden | Stopps | Zeit       | Start | Schnellste Runde |
| ---- | --------------------- | ------------------ | ------ | ------ | ---------- | ----- | ---------------- |
| 01   | Gilles Villeneuve     | Ferrari            | 78     | 1      | 1:41:49,96 | 03    | 1:14,41 (23.)    |
| 02   | Jody Scheckter        | Ferrari            | 78     | 1      | + 3,42     | 02    | 1:14,73          |
| 03   | Jean-Pierre Jarier    | Tyrrell-Ford       | 78     | 0      | + 22,11    | 09    | 1:14,90          |
| 04   | Mario Andretti        | Lotus-Ford         | 78     | 0      | + 27,88    | 08    | 1:14,67          |
| 05   | Carlos Reutemann      | Lotus-Ford         | 78     | 0      | + 1:06,97  | 11    | 1:15,45          |
| 06   | Niki Lauda            | Brabham-Alfa Romeo | 77     | 0      | + 1 Runde  | 04    | 1:15,95          |
| 07   | Nelson Piquet         | Brabham-Alfa Romeo | 77     | 0      | + 1 Runde  | 12    | 1:16,01          |
| 08   | James Hunt            | Wolf-Ford          | 77     | 0      | + 1 Runde  | 13    | 1:16,18          |
| 09   | Clay Regazzoni        | Williams-Ford      | 76     | 0      | + 2 Runden | 22    | 1:17,35          |
| 10   | Patrick Tambay        | McLaren-Ford       | 75     | 0      | + 3 Runden | 17    | 1:16,54          |
| 11   | Riccardo Patrese      | Arrows-Ford        | 75     | 0      | + 3 Runden | 16    | 1:17,32          |
| 12   | Jochen Mass           | Arrows-Ford        | 74     | 0      | + 4 Runden | 20    | 1:17,93          |
| 13   | Emerson Fittipaldi    | Fittipaldi-Ford    | 74     | 0      | + 4 Runden | 18    | 1:16,98          |
| –    | Héctor Rebaque        | Lotus-Ford         | 71     | 0      | DNF        | 23    | 1:18,26          |
| –    | René Arnoux           | Renault            | 67     | 0      | DNF        | 10    | 1:15,31          |
| –    | Alan Jones            | Williams-Ford      | 63     | 0      | DNF        | 19    | 1:16,84          |
| –    | John Watson           | McLaren-Ford       | 61     | 0      | DNF        | 14    | 1:16,92          |
| –    | Hans-Joachim Stuck    | ATS-Ford           | 57     | 0      | DNF        | 24    | 1:17,50          |
| –    | Jean-Pierre Jabouille | Renault            | 47     | 0      | DNF        | 01    | 1:15,15          |
| –    | Jacques Laffite       | Ligier-Ford        | 45     | 0      | DNF        | 06    | 1:14,47          |
| –    | Didier Pironi         | Tyrrell-Ford       | 25     | 0      | DNF        | 07    | 1:16,23          |
| –    | Elio de Angelis       | Shadow-Ford        | 16     | 0      | DNF        | 15    | 1:17,46          |
| –    | Patrick Depailler     | Ligier-Ford        | 4      | 0      | DNF        | 05    | 1:22,50          |
| –    | Jan Lammers           | Shadow-Ford        | 2      | 0      | DNF        | 21    | 1:25,28          |

## WM-Stände nach dem Rennen
Die ersten sechs des Rennens bekamen 9, 6, 4, 3, 2 bzw. 1 Punkt(e). Es zählten nur die besten vier Ergebnisse aus den ersten sieben Rennen und die besten vier Ergebnisse aus den letzten acht Rennen. In der Konstrukteurswertung wurden alle Resultate gewertet.

### Fahrerwertung
| Pos. | Fahrer             | Konstrukteur       | Punkte |
| ---- | ------------------ | ------------------ | ------ |
| 01   | Jacques Laffite    | Ligier-Ford        | 18     |
| 02   | Carlos Reutemann   | Lotus-Ford         | 12     |
| 03   | Gilles Villeneuve  | Ferrari            | 11     |
| 04   | Patrick Depailler  | Ligier-Ford        | 9      |
| 05   | Jody Scheckter     | Ferrari            | 7      |
| 06   | Mario Andretti     | Lotus-Ford         | 5      |
| 07   | John Watson        | McLaren-Ford       | 4      |
| 08   | Jean-Pierre Jarier | Tyrrell-Ford       | 4      |
| 09   | Didier Pironi      | Tyrrell-Ford       | 3      |
| 10   | Emerson Fittipaldi | Fittipaldi-Ford    | 1      |
| 11   | Niki Lauda         | Brabham-Alfa Romeo | 1      |
| 12   | Jochen Mass        | Arrows-Ford        | 0      |
| 13   | Elio de Angelis    | Shadow-Ford        | 0      |

| Pos. | Fahrer                | Konstrukteur       | Punkte |
| ---- | --------------------- | ------------------ | ------ |
| 14   | Nelson Piquet         | Brabham-Alfa Romeo | 0      |
| 15   | James Hunt            | Wolf-Ford          | 0      |
| 16   | Clay Regazzoni        | Williams-Ford      | 0      |
| 17   | Riccardo Patrese      | Arrows-Ford        | 0      |
| 18   | Alan Jones            | Williams-Ford      | 0      |
| 19   | Jean-Pierre Jabouille | Renault            | 0      |
| 20   | Patrick Tambay        | McLaren-Ford       | 0      |
| 21   | Derek Daly            | Ensign-Ford        | 0      |
| 22   | Jan Lammers           | Shadow-Ford        | 0      |
| –    | Héctor Rebaque        | Lotus-Ford         | 0      |
| –    | René Arnoux           | Renault            | 0      |
| –    | Arturo Merzario       | Merzario-Ford      | 0      |
| –    | Hans-Joachim Stuck    | ATS-Ford           | 0      |

### Konstrukteurswertung
| Pos. | Konstrukteur       | Punkte |
| ---- | ------------------ | ------ |
| 01   | Ligier-Ford        | 27     |
| 05   | Ferrari            | 18     |
| 02   | Lotus-Ford         | 17     |
| 04   | Tyrrell-Ford       | 7      |
| 03   | McLaren-Ford       | 4      |
| 06   | Fittipaldi-Ford    | 1      |
| 07   | Brabham-Alfa Romeo | 1      |
| 08   | Arrows-Ford        | 0      |

| Pos. | Konstrukteur  | Punkte |
| ---- | ------------- | ------ |
| 09   | Shadow-Ford   | 0      |
| 10   | Wolf-Ford     | 0      |
| 11   | Williams-Ford | 0      |
| 12   | Renault       | 0      |
| 13   | Ensign-Ford   | 0      |
| –    | Merzario-Ford | 0      |
| –    | ATS-Ford      | 0      |